# Semen Padang
Maillots
Le Semen Padang est un club indonésien de football basé à Padang.

## Histoire
Le club a été fondé en 1980 et n'a jamais gagné le championnat, mais a gagné la coupe d'Indonésie en 1992.

## Stade
Semen Padang joue ses matchs à domicile au stade Haji Agus Salim avec une capacité maximum de 20 000 personnes. Au début de son histoire, le club jouait ses matchs au stade Imam Bonjol, qui est maintenant devenu le parc Imam Bonjol dans le centre-ville de Padang.